# TelevisaUnivision Content Licensing
A TelevisaUnivision Content Licensing (anteriormente Televisa Internacional) é uma divisão pertencente à TelevisaUnivision que se encarrega da venda, aquisição e distribuição de conteúdo (formatos como novelas, séries de televisão, reality shows, etc.) e canais de televisão por assinatura. De 1 de janeiro de 2019 a maio de 2022, Fernando Muñiz controlou a Televisa Internacional, após a fusão desta com a Televisa Networks. A partir de maio de 2022, Rita Herring assume a divisão, absorvendo todas as responsabilidades de Muñiz.

## Televisa Networks
Televisa Networks é a subdivisão da Televisa Internacional responsável pelo design, produção, programação, distribuição e marketing dos canais de televisão por assinatura da empresa, cuja cobertura inclui México, Estados Unidos, América Latina, Europa, África e Ásia Pacífico. Foi fundada em 1995, embora alguns dos canais que a compõem e a antecederam já tivessem integrado serviços restritos de televisão. De 2005 até hoje, Fernando Muñiz é o Diretor de Vendas da Televisa Networks.
Anteriormente, era chamado de Visat até 2004.

### Sinais

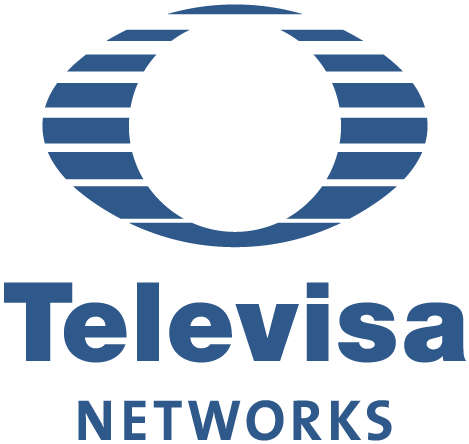
Logotipo da Televisa Networks

Abaixo está a lista dos diferentes canais que opera e distribui ao redor do mundo, além de seus sinais correspondentes.
| Canal                                         | Programação                 | Sinais |
| --------------------------------------------- | --------------------------- | --- |
| Las Estrellas Internacional                   | Entretenimento e variedades | - Sinal na América Central - Sinal na América do Sul - Sinal na Europa: Também inclui Austrália, África e Nova Zelândia             |
| Tlnovelas                                     | Entretenimento e variedades | - Sinal no México - Sinal na América Central - Sinal na América do Sul - Sinal na Europa: Inclui África, Austrália e Nova Zelândia  |
| Unicable                                      | Entretenimento e variedades | - Sinal no México |
| Univision                                     | Entretenimento e variedades | - Sinal na América Latina (exceto México)                                                                                           |
| TLN Network                                   | Entretenimento e variedades | - Sinal Angola e Moçambique: Inclui Brasil                                                                                          |
| Telenovela Channel                            | Entretenimento e variedades | - Sinal na Filipinas: canal de propriedade e operado pela Beginnings at Twenty Plus, Inc. com a parceria da Televisa.               |
| Telemundo Internacional (apenas distribuição) | Entretenimento e variedades | - Sinal no México |
| Bandamax                                      | Entretenimento e música     | - Sinal na América Latina - Sinal no Estados Unidos                                                                                 |
| Telehit                                       | Entretenimento e música     | - Sinal na América Latina e Europa - Sinal no Estados Unidos - Sinal mais                                                           |
| Telehit Música                                | Música                      | - Sinal na América Latina e Europa - Sinal no Estados Unidos - Sinal mais                                                           |
| Bitme                                         | Juvenil                     | - Sinal na América Latina |
| Distrito Comedia                              | Comédia                     | - Sinal na América Latina e Europa                                                                                                  |
| Golden                                        | Cinema e séries             | - Sinal no México - Sinal na América Latina - Sinal mais                                                                            |
| Golden Edge                                   | Cinema e séries             | - Sinal na América Latina |
| Golden Premier                                | Cinema e séries             | - Sinal na América Latina - Sinal 2 América Latina                                                                                  |
| De Película                                   | Cinema mexicano             | - Sinal no Estados Unidos - Sinal na América Latina - Sinal mais - Sinal na Europa: também inclui África, Austrália e Nova Zelândia |
| De Película Clásico                           | Cinema mexicano             | - Sinal no Estados Unidos |
| TUDN                                          | Esportes                    | - Sinal no Estados Unidos - Sinal no México - Sinal na América Central                                                              |
| Adrenalina Sports Network                     | Esportes                    | - Sinal na América Latina |

### Sinais antigos
| Nome                                            | Tipo              | Notas |
| ----------------------------------------------- | ----------------- | --- |
| ECO (1988-2001)                                 | Notícias          | Foi o primeiro canal de notícias em espanhol 24 horas por dia. |
| Foro TV (2010-presente)                         | Notícias          | Começou como um canal de televisão por assinatura, mas quando o Canal 4 desapareceu em agosto de 2010, ele o substituiu para se tornar um canal de televisão aberta. |
| BBC Entertainment (2008-2017)                   | Séries            | O sinal latino da BBC Entertainment foi lançado na América Latina graças a um acordo entre a BBC e a Televisa, para o qual foi inicialmente lançado na Sky México e Cablevisión DF, mas depois o acordo expirou e o canal começou a se expandir para outros países. Além disso, em 2011, foi lançado seu canal irmão BBC HD. |
| Clásico TV (2007-2012)                          | Comedia retro     | O sinal Clásico TV encerrou as transmissões em 30 de setembro de 2012, iniciando suas transmissões com seu sucessor Distrito Comedia. |
| American Network (2002-2011)                    | Séries e Notícias | Era um canal que transmitia integralmente a programação da rede americana CBS em inglês sem legendas. Foi substituído pelo canal Tiin |
| Ritmoson Latino/RMS (1994-2019)                 | Música            | O canal foi renovado e mudou de nome dando lugar a Telehit Urbano, mas em 2020 mudou de nome para Telehit Música. |
| UFC Network/Fighting Sports Network (2013-2019) | Artes Marciais    | Foi no canal de artes marciais do UFC. O canal foi renomeado dando lugar a Fighting Sports Network, mas em 2019 foi renomeado para Adrenalina Sports Network. |
| Tiin (2011-2019)                                | Juvenil           | Era um canal dedicado ao público Juvenil que transmitia programas, séries e novelas para crianças e jovens. Foi sucedido por BitMe. |
| TDN (2009-2019)                                 | Esportes          | Era um canal especializado na transmissão de conteúdo esportivo, em 2019 foi substituído pela TUDN. |

### Pacotes
A Televisa oferece os canais em dois pacotes: o primeiro, que inclui apenas os abertos, que sai por USD$ 1,7 Dólares e um segundo pacote que inclui os restritos, que é oferecido a USD$ 1,96 Dólares. Para isso, o licenciado deve transmitir os sinais sem alterações ou modificações; e independentemente de um número mínimo de assinantes. Porém, não permite a compra de sinal de empresas prestadoras de serviços de telefoniaa mais de cinco milhões de usuários ou operar litígios contra a estação de televisão. Caso isso ocorra, a emissora modificará seus preços para padronizar com as licenciadas que já firmaram contrato anteriormente. Essa restrição poderia ser vetada se a Televisa administra 30% das linhas telefônicas por meio de suas empresas de cabo. Essa ação se deveu ao fato de a Comissão Federal de Concorrência (CFC) ter obrigado a emissora a vender seus conteúdos separadamente, a fim de aprovar a aliança da Televisa com a lusacell.

## Ver Também
- Grupo Televisa
- Izzi Telecom
- Sky México